# Wilga (zwyczajna)
Wilga (zwyczajna) (Oriolus oriolus) – gatunek średniej wielkości wędrownego ptaka wróblowego z rodziny wilgowatych (Oriolidae), jedyny z tej rodziny rozmnażający się w północnej strefie umiarkowanej. Nie jest zagrożony wyginięciem, populacja uznawana jest za stabilną.

## Areał występowania i środowisko życia
Zamieszkuje umiarkowaną część Eurazji (od południowo-zachodniej Europy na wschód aż po południową Syberię i góry Ałtaj) oraz północno-zachodnią Afrykę (od Maroka po Tunezję); na południowym wschodzie występuje od Azji Mniejszej po północny Iran, wyspowo także w północnej części Półwyspu Arabskiego. Przeloty IV–V i VIII–IX. To jedyny gatunek z ciepłolubnej rodziny wilgowatych, który występuje tak daleko na północ. Zimuje w Afryce, na południe od Sahary.
W Polsce średnio liczny ptak lęgowy niżu. Unika wyższych terenów górskich. To jeden z najbarwniejszych ptaków spotykanych w kraju. W Polsce przebywa krótko od kwietnia/maja do września.
Występuje do wysokości 2400 m. Lęgnie się w wysokich lasach liściastych i mieszanych, na terenach rolnych z zagajnikami liściastymi, w zadrzewieniach nadwodnych, niekiedy w parkach, alejach drzew, sadach. 

## Systematyka
Jest to gatunek monotypowy. Opisane podgatunki caucasicus (z Gilanu w północnym Iranie) i sibiricus (z południowo-środkowej Syberii) uznane za nieodróżnialne od reszty populacji i obecnie nieuznawane. Pokrewny gatunek, wilga złotoplama (Oriolus kundoo), uznawany dawniej za podgatunek wilgi, zamieszkuje Azję Środkową, na południu osiąga Afganistan i Tienszan po Indie.

## Opis
Smukły ptak wróblowy, nieco większy lub wielkości szpaka, o wydłużonej sylwetce. We wszystkich szatach żółte (lub zielonkawe) partie ciała (pokrywy podskrzydłowe, głowa, wierzch i kuper) oraz szaroniebieskie nogi. Wyraźny dymorfizm płciowy. Dorosły samiec jest złotożółty z czarnym ogonem (sterówkami) i skrzydłami. Odróżnia się od samicy także czarnym kantarkiem i jaśniejszym dziobem. Dorosła samica bardziej blada oraz bardziej zielonkawa od samca (zmienna ilość żółci na brzuchu i bokach). Pole od brzucha do gardła brudnobiałe, kreskowane. Posiada również jaśniejszy kantarek i ciemniejszy dziób, a także brązowe (nie czarne) skrzydła. Młode w szacie juwenalnej (juv.) przypominają samicę, ale żółte partie ciała u samicy zastąpione są zielenią. Skrzydło zielonożółte z białą plamką na nasadzie lotek pierwszego rzędu. 1. zima jak juv., lecz mniej kreskowana, z nieco ciemniejszym kantarkiem i nieco bardziej czerwonym dziobem. Samiec 1. wiosna – podobny do samicy, nieco bardziej żółty.
| długość ciała | rozpiętość skrzydeł | długość ogona | masa ciała |
| ------------- | ------------------- | ------------- | ---------- |
| 19–25 cm      | 44–47 cm            | 8–9 cm        | 50–85 g    |

Śpiew najczęściej zdradza obecność tego skrytego ptaka. Śpiew wilgi to dźwięczne, melodyjne, fletowe gwizdy, które można opisać jako „wju-lijjo”. Poza tym wydaje wrzaskliwe, ochrypłe „rjheeahk” lub „weeeahk”. Wykonuje je najczęściej samica. Czasem wykonuje też szybkie „gigigigigigi” podobne do sokoła.
Pisklęta wydają „gegek” lub „hihihi”.

To płochliwy, niespokojny oraz ruchliwy ptak. Pomimo barwnego upierzenia, często ciężko dostrzec wilgę pośród gałęzi i liści drzew. Wilga lata prostym i niewyraźnym, falistym torem.

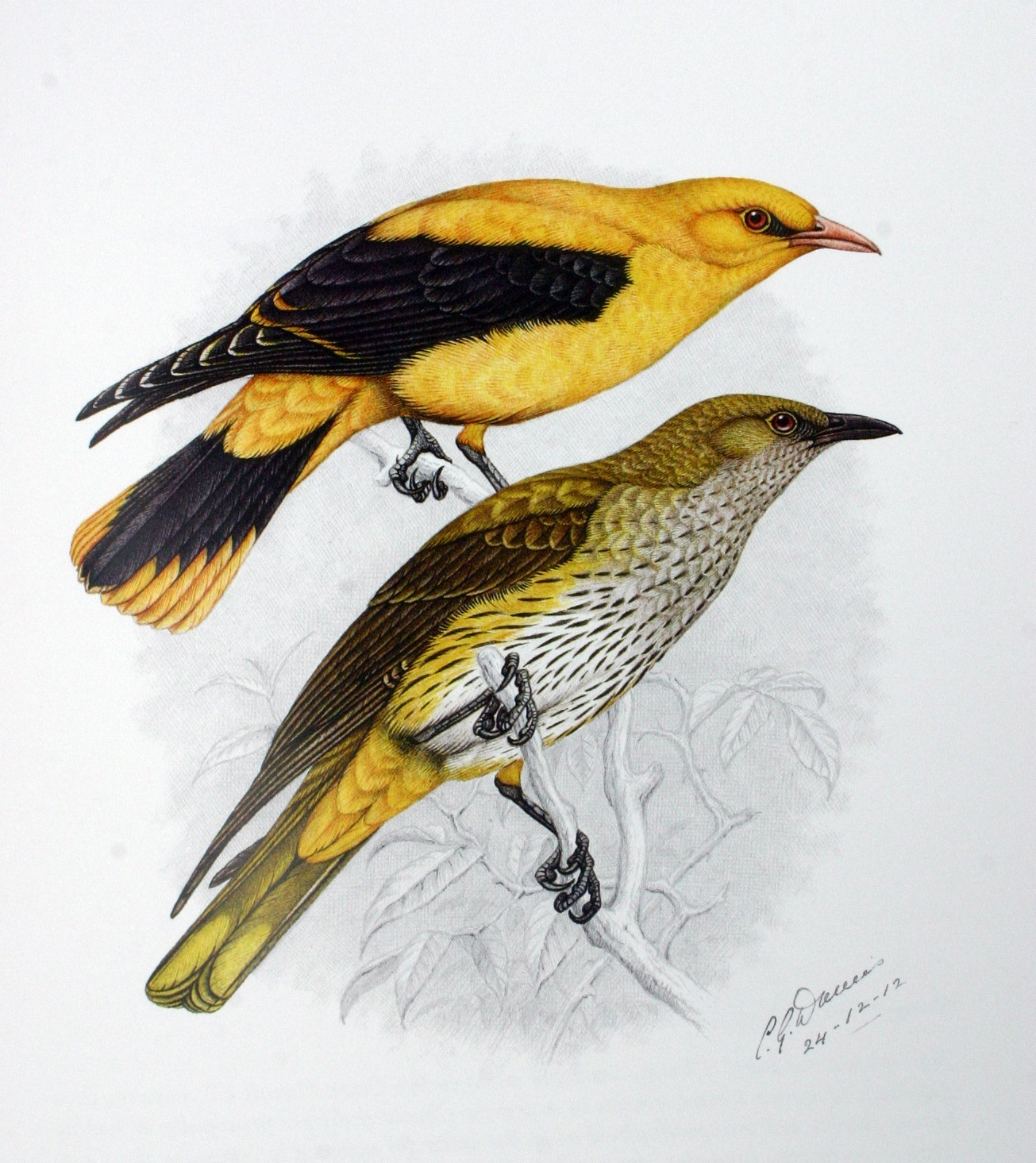
Dorosły i młody samiec

## Pożywienie
Głównie owady, poczwarki (i inne stadia rozwoju) i owłosione gąsienice motyli (dla większości ptaków niejadalne), a tylko czasami słodkie czereśnie lub wiśnie, morwy, winogrona, jeżyny, inne jagody i w południowej Europie figi. Pod koniec lata zjadają różne mięsiste jagody. Wśród bezkręgowców w ich diecie dominują chrząszcze. Sporadycznie zjada nasiona, nektar i pyłek roślin, a także kręgowce – małe jaszczurki i małe ssaki, jaja i pisklęta.

## Rozród
Na tereny lęgowe wilgi przylatują dopiero pod koniec kwietnia i w maju, gdy drzewa są już odpowiednio dla nich gęsto ulistnione. Powroty na zimowiska odbywają się już pod koniec lipca i w sierpniu.

### Gniazdo

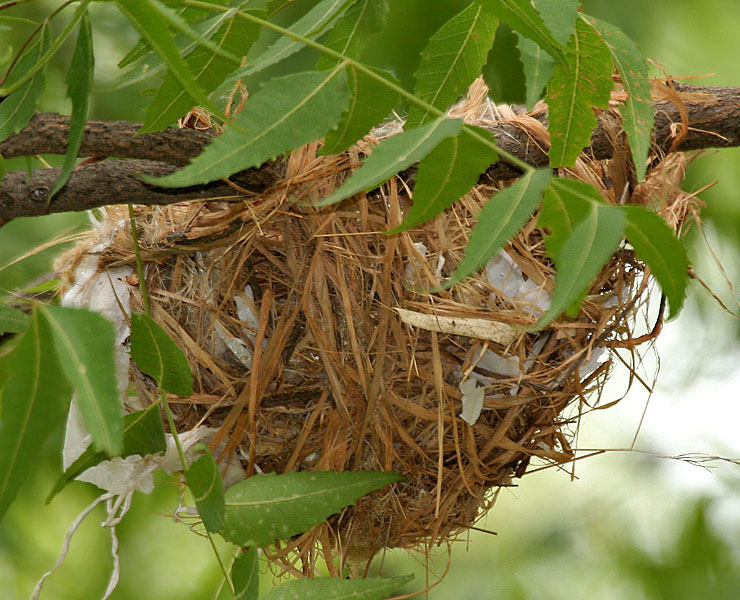
Zamknięta konstrukcja misternie uwitego gniazda

Kilka metrów nad ziemią (wysoko) w rozwidleniu bocznej, cienkiej gałęzi z dala od pnia. W kształcie głębokiej, stabilnej czarki, umiejętnie uwite z suchych źdźbeł traw i pasem łyka. Brzegi są mocno przymocowane do gałązek w ich rozwidleniu. Wyściółkę stanowią włosy, wełna i pióra. Konstrukcja jest wykonana w bardzo wyrafinowany sposób. Wyglądem przypomina koszyczek, który zręcznie zwisa pomiędzy poziomymi gałęziami. Buduje je przeważnie samica.

### Jaja

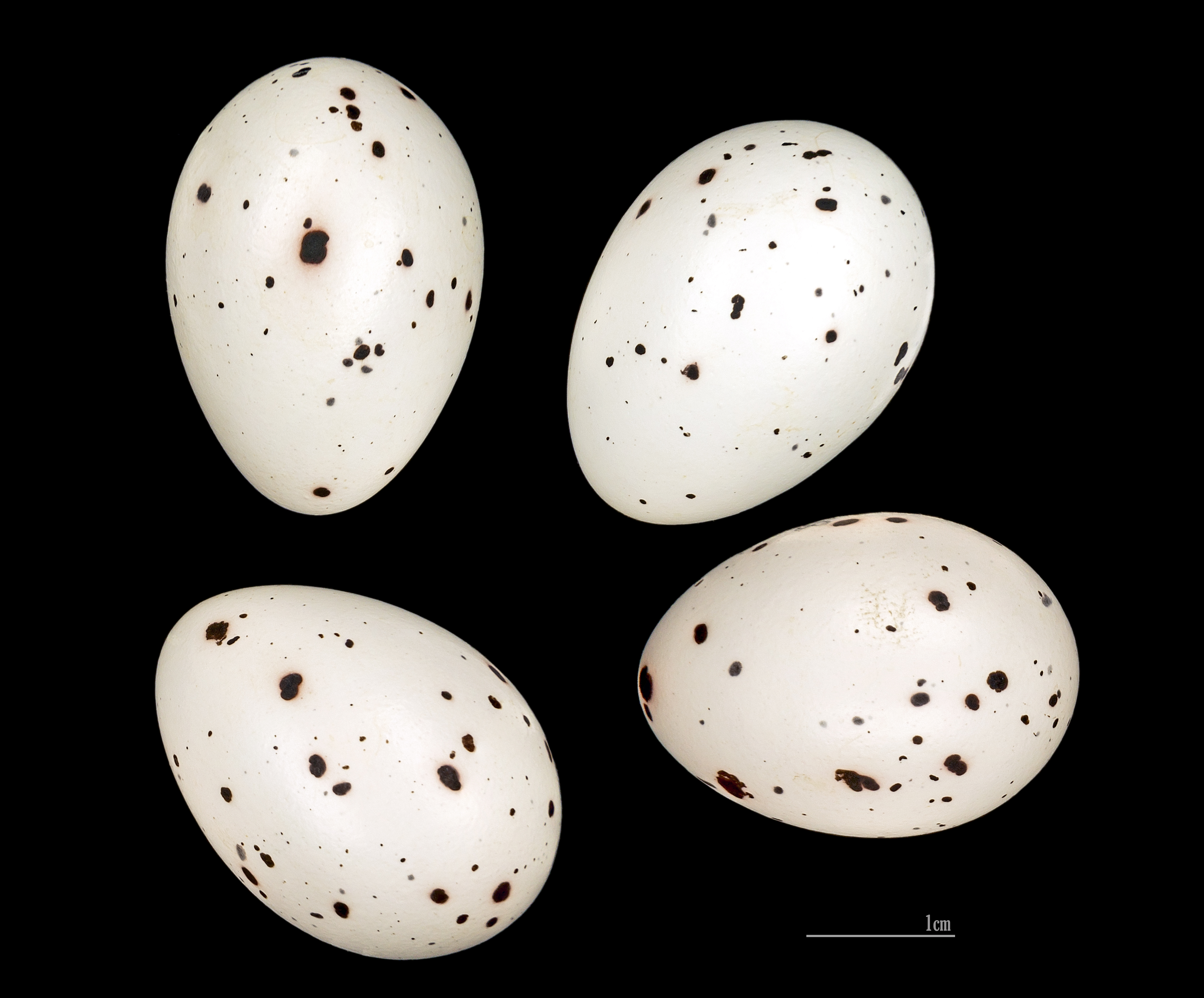
Jaja z kolekcji muzealnej

Pod koniec maja lub w czerwcu samica składa 3–5 jaj o średnich wymiarach 30×21 mm, silnie wydłużonych, białych lub kremowych o lekko różowym odcieniu, z nielicznymi ciemnowiśniowymi lub czarnymi kropkami. Wyprowadza 1 lęg w ciągu roku.

### Wysiadywanie
Od złożenia ostatniego jaja trwa 13–15 dni. Wysiaduje je tylko samica.

### Pisklęta
Pisklęta, gniazdowniki, przebywają w gnieździe przez okres ok. 2 tygodni. Zaraz po wykluciu okryte są już puchem. Oboje rodzice w tym czasie starannie je karmią. Robią to nawet przez pewien czas po opuszczeniu gniazda, gdy młode wspinają się po gałęziach w jego okolicach. W odróżnieniu od innych ptaków śpiewających więzy rodzinne nie ulegają rozerwaniu zaraz po wylocie z gniazda potomstwa, ale rodzina trzyma się razem aż do okresu wędrówki. Ptaki migrują jednak już pojedynczo.

## Status i ochrona
IUCN uznaje wilgę za gatunek najmniejszej troski (LC, Least Concern). Liczebność światowej populacji, wstępnie obliczona w oparciu o szacunki organizacji BirdLife International dla Europy z 2015 roku, zawiera się w przedziale 17–32 miliony dorosłych osobników. Populacja Europy stanowi >50% populacji świata i szacowana jest na 8 740 000–16 000 000 dojrzałych ptaków. Globalny trend liczebności populacji uznawany jest za stabilny.
Na terenie Polski wilga jest objęta ścisłą ochroną gatunkową. Na Czerwonej liście ptaków Polski została sklasyfikowana jako gatunek najmniejszej troski (LC). Według szacunków Monitoringu Pospolitych Ptaków Lęgowych, w latach 2013–2018 populacja wilgi na terenie kraju liczyła 376–495 tysięcy par lęgowych.
Zagrożeniem dla lęgów wilg jest zmiana pogody, która może spowodować krótkotrwałe i duże wahanie liczebności na poziomie regionalnym i podregionalnym. Ponadto w Grecji uznawana jest za szkodnika ze względu na zjadanie dużych ilości owoców i z tego powodu jest tam prześladowana.